# John Oyejola
John Akinkunmi Oyejola (ur. 8 maja 1963 w Aawe) – nigeryjski duchowny katolicki, biskup Osogbo od 2016.

## Życiorys

### Prezbiterat
Święcenia kapłańskie przyjął 5 października 1991 i został inkardynowany do diecezji Oyo. Pracował głównie jako duszpasterz parafialny, był też m.in. diecezjalnym duszpasterzem młodzieży i powołań, dyrektorem Apostolatu Biblijnego oraz kierownikiem centrum duszpasterstwa rodzin.

### Episkopat
2 kwietnia 2016 papież Franciszek prekonizował go biskupem ordynariuszem Osogbo. Sakry biskupiej udzielił mu 30 czerwca 2016 metropolita Ibadanu - arcybiskup Gabriel Abegunrin.